# Maeshowe
Maeshowe (eller Maes Howe) er en forhistorisk gravhøj på øen Mainland i den skotske øgruppen Orknøerne. Maeshowe og Skara Brae blev optaget på UNESCOs verdensarvliste i 1999.
Selve gravhøjen er påbegyndt omkring 3000 år f.kr. og bygget i flere stadier. Det nuværende udseende, med en jordhøj på 35 meter i diameter og en højde på omkring 7 meter, et indre kammer, ydre vold og vandgrav rundt om, anses for at været bygget omkring 1500 f.Kr..

## Billeder
- Gravhøjen Maeshowe
- Indgangen til Maeshowe
- Runeristning i gravhøjen
- Landskabet ved foden af Maeshowe

58°59′48″N 3°11′18″V / 58.9966°N 3.1882°V